# Čejchanov
Hrad Čejchanov (též Hrádek či Čejchanův hrádek) stával na ostrožně nad levým břehem Sázavy u Chocerad v okrese Benešov. Od roku 1965 je chráněn jako kulturní památka. Dochovaly se z něj terénní relikty a drobné zbytky zdiva.

## Historie
První písemná zmínka pochází z roku 1318, kdy je zmiňován Ondřej z Hrádku. Jméno Čejchanov či Čejchanův hrádek mu dal od roku 1356 další z majitelů Čejchan z Hrádku. V držení pánů z Hrádku byl do začátku 15. století, kdy se majitelem stal loupeživý rytíř Jan Zoul z Ostředka. V roce 1404 byl hrad obležen a dobyt zemskou hotovostí, kterou vedl Zbyněk Zajíc z Hazmburka. Následně došlo k poboření hradu a ten nebyl obnoven.

## Stavební podoba
Hrad byl vystavěn na ostrožně nad řekou Sázavou a jejím bezejmenným levostranným přítokem u Chocerad. Od nedalekého Komorního Hrádku ostrožna klesá do údolí, čímž se poloha hradu ukázala být značně nevhodnou. Jižní část hradu byla chráněna valem a příkopem. Hrad se skládal ze dvou částí. Vstup do pětibokého předhradí vedl přes šíjový příkop skrz hranolovou branskou věž. Ta byla částečně vysunuta před obvodovou hradbou na jižní straně. V předhradí stály na východní straně hospodářské budovy a naproti nim se nacházela rozměrná cisterna.
Přibližně trojúhelníkové jádro odděloval od předhradí další příkop, chránila ho hradba a níže ve svahu snad také parkán. Uvnitř stála čtverhranná obytná věž, za kterou se nacházelo malé nádvoří. Severní stranu hradu zajišťoval další příkop, který odděloval hradní jádro od zbývající části ostrožny.

## Dostupnost
Přímo u lokality hradu nevede žádné turistická značená stezka, nicméně nedaleko hradu stojí zámek Komorní Hrádek, který je dostupný po silnici II/109 od osady Naháč, kde se napojuje na sjezdy z dálnice D1.